# El cementerio de Praga
El Cementerio de Praga (en la edición original en italiano: Il cimitero di Praga) es una novela histórica de Umberto Eco publicada en 2010.
Su aparición simultánea a la del escándalo WikiLeaks, con el que comparte paralelismos señalados por el propio autor, y las críticas negativas recibidas por ciertos medios (publicaciones cercanas al Vaticano y la comunidad judía italiana) han alimentado cierta polémica.

## Ambientación
Ambientada en la segunda mitad del siglo XIX, principalmente en Turín, Sicilia y París, se asiste a distintos momentos de la Unificación de Italia (conspiraciones carbonarias, expedición de los camisas rojas de Garibaldi) y del Segundo Imperio y la Tercera República franceses (guerra franco-prusiana, Comuna de París, caso Dreyfus).

## Tema
La novela tiene como tema central la gestación de documentos falsificados (similares a Los protocolos de los sabios de Sion) que van añadiendo paulatinamente los diferentes elementos de la denominada conspiración judeomasónica como respuesta a distintos intereses y en distintos países a lo largo del siglo XIX, e inspirándose en diferentes anécdotas biográficas u obras literarias de personajes imaginarios o, en la mayor parte de los casos, reales (como Augustin Barruel, Maurice Joly, Eugène Sue, Alejandro Dumas, Sigmund Freud, etc.)

## Narración
El principal recurso literario utilizado es la multiplicación de la figura del narrador protagonista. Este entra en diálogo consigo mismo a través de un diario compartido por ambas personalidades, que se va ofreciendo al lector con sucesivos saltos temporales (analepsis, elipsis), alteraciones de la memoria y reconstrucciones discontinuas del hilo de los hechos. Al mismo tiempo, el propio autor de la novela, como tercera figura de narrador, también interviene interrumpiendo el hilo del discurso para resumir y comentar.

## Sinopsis
El Cementerio de Praga es un relato de agentes secretos y conspiradores. Estamos en marzo de 1897, en París, espiando desde las primeras páginas de esta novela a un hombre de sesenta y siete años que escribe sentado a una mesa, en una habitación abarrotada de muebles: he aquí al capitán Simonini, un piamontés afincado en la capital francesa, que desde muy joven se dedica al noble arte de crear documentos falsos...
Hombre de pocas palabras, misógino y glotón impenitente, el capitán se inspira en los folletines de Dumas y Sue para dar fe de complots inexistentes, fomentar intrigas o difamar a las grandes figuras de la política europea. Caballero sin escrúpulos, Simonini trabaja al servicio del mejor postor: si antes fue el Gobierno italiano quien pagó por sus imposturas, luego llegaron los encargos de Francia y Prusia.

## Eventos históricos que aparecen en la novela
- Expedición de los Mil
- Comuna de París
- Caso Dreyfus
- Fraude de Taxil
- Congreso antimasónico de Trento

## Organizaciones históricas que aparecen en la novela
- Alta Vendita
- Carbonarios
- Compañía de Jesús
- Francmasonería
- Kahal
- Ojrana

## Personajes que aparecen en la novela

### Personajes históricos importantes
- Giuseppe Garibaldi
- Alejandro Dumas
- Ippolito Nievo
- Maurice Joly
- Hermann Goedsche
- Roger Gougenot des Mousseaux
- Sigmund Freud
- Léo Taxil y Charles Hacks (Docteur Bataille)
- Joseph-Antoine Boullan
- Édouard Drumont
- Ferdinand Walsin Esterhazy
- Piotr Rachkovski
- Yuliana Glinka
- Matveï Golovinski
- Osman Bey (seudónimo)

### Personajes históricos secundarios
- Domenico Margiotta
- Benjamin Disraeli
- Jacob Brafmann
- Léon Meurin
- Luigi Fransoni
- Joséphin Péladan
- Stanislas de Guaita
- Jean Sandherr
- John W. Phelps
- Hippolytus Lutostansky

### Personajes de ficción
- Capitán Simonini
- Babette de Interlaken
- Padre Bergamaschi (jesuita)
- Abad Dalla Piccola